# Ekaphan Inthasen
Ekaphan Inthasen (Thai: เอกพันธ์ อินทะเสน, * 23. September 1983 in Surat Thani) ist ein ehemaliger thailändischer Fußballspieler.

## Karriere

### Verein
Der in Surat Thani geborene Ekaphan begann seine Karriere in der Jugendmannschaft seines Heimatvereins FC Surat Thani im Alter von 16 Jahren.
2002 wechselte er in die Jugendmannschaft der Bangkok Bank und spielte ab 2004 für die Seniorenabteilung des Vereins. 2006 ging er für eine Saison nach Vietnam zu ĐPM Nam Định in die V-League. Doch konnte er auch dort keinen Titel erringen und belegte mit dem Verein am Ende Platz neun der Tabelle.
Er kehrte anschließend nach Thailand zur Bangkok Bank zurück. Zu Beginn der Saison 2008 wechselte er zum damals amtierenden Meister FC Chonburi, für den er bis heute spielt. Mit ihm gewann er bisher zwei Super Cups und wurde Vizemeister 2008.
In der AFC Champions League Saison 2008 kam er dabei fünfmal zum Einsatz. 2009 spielt er mit seinem aktuellen Verein im AFC Cup.

### Nationalmannschaft
Für die Nationalmannschaft stand er 2005 im U-21 Kader als auch im U-23 Kader für die Südostasienspiele. Bei den Südostasienspielen 2005 gewann er mit der U-23 die Goldmedaille. 2006 hatte Ekaphan seine ersten Einsätze für die Seniorenmannschaft. Konnte sich aber dennoch bisher nicht im Kader der Nationalelf etablieren.

## Erfolge

### Verein
Chonburi FC
- Thailändischer Meister: 2007
- Thailändischer Vizemeister: 2008, 2009
- Kor-Royal-Cup-Sieger: 2008, 2009, 2011

### Nationalmannschaft
- Südostasienspiele (U-23): Goldmedaille 2005
- Teilnahme an der Sommer-Universiade: 2007